# Епархия Уачо
Епархия Уачо (лат. Dioecesis Huachensis) — епархия Римско-Католической церкви с центром в городе Уачо, Перу. Епархия Уачо входит в митрополию Лимы. Кафедральным собором епархии Уачо является церковь святого апостола Варфоломея.

## История
15 мая 1958 года Римский папа Пий XII выпустил буллу «Egregiam Quidem», которой учредил епархию Уачо, выделив её из архиепархии Лимы и епархии Уараса.

## Ординарии епархии
- епископ Nemesio Rivera Meza (15.05.1958 — 28.01.1960) — назначен епископом Кахамарки
- епископ Pablo Ramírez Taboado (28.01.1960 — 19.12.1966)
- епископ Lorenzo León Alvarado (3.08.1967 — 22.04.2003)
- епископ Antonio Santarsiero Rosa (4.02.2004 — по настоящее время)

## Источник
- Annuario Pontificio, Ватикан, 2007